# Холмс, Сьюзан Картер
Сьюзан Картер Холмс (англ. Susan Carter Holmes; род. 1933) — британский ботаник и таксономист вневедомственного государственного органа, которая руководит работой Королевских ботанических садов Кью.
Она обнаружила и каталогизировала более 200 растений из семейства молочайные, в частности суккуленты по родам «Euphorbia» и «Monadenium», а также около 20 видов «алоэ». Все статьи опубликованы под её девичьим именем — Сьюзен Картер.
Сьюзан Картер Холмс занимает должность президента International Euphorbia Society (IES).
Лауреат премии «Золотой кактус».

## Увековечивание имени
- Euphorbia carteriana P. R. O. Bally 1964
- Euphorbia holmesiae Lavranos 1992
- Euphorbia susanholmesiae Binojk. & Gopalan 1993

## Научные труды
- Carter, Susan: «New Succulent Spiny Euphorbias from East Africa», 1982. ISBN 1-878762-72-9
- Carter, Susan & Smith, A. L.: «Flora of Tropical East Africa, Euphorbiaceae» 1988. ISBN 90-6191-338-1
- Carter, Susan & Eggli, Urs: «CITES Checklist of Succulent Euphorbia Taxa (Euphorbiaceae)» 1997. ISBN 3-89624-609-7